# Julian Jakobi
Julian Jakobi, né le 23 avril 1951 à Londres (Royaume-Uni), est un homme d'affaires britannique. Il est connu pour son implication dans le tennis avec Björn Borg, mais surtout dans le sport automobile en tant que manager d'Alain Prost et d'Ayrton Senna.

## Biographie

### Les débuts chez IMG
Né à Londres, Julian Jakobi passe son enfance près de Silverstone. Il fait ses études à la Rugby School et obtient son diplôme de l'Université d'Oxford après avoir étudié la philosophie, la politique et l'économie. Il rejoint ensuite IMG en 1977 et devient responsable des divisions financières internationales. Chez IMG, Julian Jakobi s'occupe alors des plus grands joueurs de tennis du monde, dont Björn Borg, Mats Wilander, Virginia Wade, Sue Barker, ainsi que des golfeurs Bernhard Langer et Nick Faldo. Jakobi travaille également avec le chef d'orchestre Georg Solti, puis avec la marque de prêt-à-porter Ralph Lauren. Il prend alors la tête de la branche monégasque d'IMG, jusqu'à en devenir le directeur financier et le vice-président international.

### Carrière en Formule 1
En 1984, Julian Jakobi devient l'agent d'Alain Prost. Il s'occupe notamment de manager et de gérer l'image ainsi que la communication du pilote français. Un an plus tard en 1985, la star montante brésilienne Ayrton Senna devient client de Jakobi et d'IMG. Prost et Senna deviennent alors de grands rivaux en Formule 1 à partir de 1988 chez McLaren, mais font aussi partie des sportifs les mieux payés au monde. Prost prend une année sabbatique en 1992 et Senna propose alors à Jakobi de travailler pour lui en exclusivité.
Julian Jakobi et Ayrton Senna créent donc une société, Ayrton Senna Group, ayant pour objectif la gestion et la commercialisation de produits à l'effigie du champion brésilien. De ce fait, Jakobi quitte IMG en 1992 après 15 ans de collaboration. Beaucoup pensent alors que Senna prépare sa future reconversion, après sa carrière en Formule 1.
Après la mort d'Ayrton Senna lors du Grand Prix automobile de Saint-Marin 1994, Jakobi participe à la création de la Fondation Ayrton Senna avec Viviane Senna, la sœur du pauliste.
En 1997, après avoir songé à créer une écurie de Formule 1 qui porterait le nom de Senna, il crée le Stellar Management Group et apporte son expertise au duo Jacques Villeneuve-Craig Pollock chez la nouvelle écurie British American Racing. Il s'occupe également des affaires commerciales de Dario Franchitti et de Max Biaggi en moto, puis retrouve même Alain Prost qu'il suivra dans son aventure Prost Grand Prix.
Plus récemment, Julian Jakobi a travaillé avec Juan Pablo Montoya et avec Sergio Pérez. Décrit comme un homme discret, Julian Jakobi ne reste pas moins un agent redoutable et très influent dans le monde de la Formule 1.